# چردی
چردی (به مجاری:  Cserdi) یک شهرداری در مجارستان است که در ناحیه سنت‌لورینتس واقع شده‌است. چردی ۶٫۴۶ کیلومتر مربع مساحت و ۳۵۲ نفر جمعیت دارد.